# Otto Vogt (Kaufmann)
Otto Heinrich Nikolaus Vogt (* 1. August 1852 in Kassel; † 3. November 1932 ebenda) war ein deutscher Mühlenbesitzer und Mitglied des 
Provinziallandtages der preußischen Provinz Hessen-Nassau.

## Leben
Otto Vogt wurde als Sohn des Bäckermeisters Johann Heinrich Vogt und dessen Ehefrau Catharina Wilhelmine Schnell geboren. Nach seiner Schulausbildung erlernte er den Beruf des Bäckers. 1877 kaufte und errichtete er eine Wasserkraftmühle, die später nach ihm als Vogtsche Mühle benannt wurde.
Er war politisch engagiert und gehörte zu den Mitbegründern der Freisinnigen Volkspartei in Kassel. In der Kommunalpolitik gehörte er dem Bürgerausschuss in Kassel an und war von 1885 bis 1898 Mitglied des ständigen Ausschusses der Stadt Kassel.
1884 wurde er Mitglied der Industrie- und Handelskammer Kammer und war in den Jahren von 1912 bis 1921 deren Präsident.
1897 erhielt er einen Sitz im Kurhessischen Kommunallandtag des preußischen Regierungsbezirks Kassel, aus dessen Mitte er zum Abgeordneten für den Provinziallandtag der Provinz Hessen-Nassau bestimmt wurde. Er blieb bis zum Jahre 1914 in den Parlamenten.

## Ehrungen
- 1921 Ehrenpräsident der IHK Kassel